# Rhian Ramos
Pour les articles homonymes, voir Ramos et Howell.
Rhian Ramos est une actrice, chanteuse et mannequin philippine, née Rhian Denise Ramos Howell le 3 octobre 1990 à Makati (Grand Manille).

## Biographie
Rhian Ramos commence sa carrière d’actrice en 2006 dans la série télévisée Captain Barbell. Elle fait partie des acteurs principaux et joue aux côtés de Richard Gutierrez. Elle enchaîne l’année suivante avec le rôle d’Avril Legarda dans Lupin, toujours aux côtés de Gutierrez. Elle a ensuite commencé à travailler dans la publicité. C’est en jouant dans une publicité pour McDonalds qu’elle attire l’intérêt d’un producteur.
En 2007, elle fait ses débuts au cinéma dans le film The Promise pour lequel elle gagne son premier Golden Screen Award pour le prix « Performance inédite d’une actrice » (Breakthrough Performance by an Actress). Elle joue également dans le film d’horreur Ouija. En 2008, Rhian Ramos est choisie pour présenter l’émission Pinoy Idol Extra, dérivée de Pinoy Idol. Elle joue également dans les séries dramatiques Codename: Asero et dans LaLola, un remake de la telenovela Argentine du même nom de 2007. Fin 2008, elle finit de jouer dans deux films, My Monster Mom et I.T.A.L.Y.. LaLola prend fin en février 2009. Elle enchaîne avec le thriller Sundo qui sort le mois suivant. Elle joue ensuite dans deux nouvelles séries : Zorro et Stairway to Heaven.
Cette même année, elle se lance dans la musique avec le single You pour le jeu vidéo Audition Dance Battle. L’album sort sous le label Universal Records en partenariat avec Bellhaus Entertainment. Elle joue ensuite dans le film fantasy Ang Panday. Elle est également l’égérie de l’équipe de basket-ball B-Meg Llamados pour la saison 2011-2012. 
En 2015, elle joue le rôle principal de la série The Rich Man's Daughter. Dans le rôle de Jade Tanchingco, elle joue la fille d’une riche famille traditionnelle qui tombe amoureuse d’une femme. Sa petite amie à l’écran est jouée par Glaiza de Castro.
En 2018, elle joue dans le film indépendant Empty by Design aux côtés de l’acteur Australien Chris Pang (en) et de l’acteur Canadien Osric Chau. Pour la première du film, elle s'installe aux États-Unis pour six mois. D'abord à Los Angeles et San Francisco puis New York où elle prend des cours de théâtre,. En 2019, elle se lance à nouveau dans la musique lors d'un partenariat avec le groupe Philippin Brisom (en)qui joue de la musique indie pop et synthwave. Elle chante plusieurs titres en leur compagnie.

## Filmographie

### Cinéma
- 2007 : The Promise de Michael Tuviera : Monique
- 2007 : Ouija de Topel Lee : Ruth
- 2008 : My Monster Mom de Jose Javier Reyes : Esme jeune
- 2008 : I.T.A.L.Y. (I Trust and Love You) de Mark A. Reyes : Phoebe
- 2009 : Sundo de Topel Lee : Isabel
- 2009 : Ang panday de Mac Alejandre : Emelita
- 2011 : My Valentine Girls de Dominic Zapata : Ala
- 2011 : The Road de Yam Laranas : Ate Lara
- 2011 : Ang panday 2 de Mac Alejandre : Emelita
- 2012 : My Kontrabida Girl de Jade Castro : Isabel Reyes
- 2012 : Sosy Problems de Andoy Ranay : Lizzie Consunji
- 2015 : Silong de Jeffrey Hidalgo et Roy Sevilla Ho : Valerie
- 2016 : Saving Sally de Avid Liongoren : Sally
- 2017 : Fallback de Jason Paul Laxamana
- 2018 : The Trigonal: Fight for Justice de Vincent Soberano : Annie Casa
- 2018 : Kung paano siya nawala : Shana
- 2019 : Empty by Design d'Andrea A. Walter

### Télévision

#### Séries télévisées
- 2006 : Captain Barbell : Leah
- 2007 : Mga kuwento ni Lola Basyang : Sharay
- 2007 : Lupin : Avril Legarda
- 2008 : Codename: Asero : Claire Morales
- 2008 : Obra (1 épisode)
- 2008 : My Only Love : Cindy Moreno
- 2009 : Stairway to Heaven : Jodi Reyes / Jenna Cruz
- 2009 : Zorro : Lolita Pulido
- 2009 : LaLola : Dolores 'Lola' Padilla
- 2010 : Kaya ng Powers : Hillary Jackson Powers
- 2010 : Ilumina : Romana Sebastian
- 2011 : Captain Barbell : Leah Lazaro-Magtanggol (suite de celle de 2006)
- 2013 : Indio : Magayon
- 2013 : Genesis : Racquel Hernandez
- 2014 : My Destiny : Joy Dela Rosa
- 2014 - 2015 : Wagas : Nati / Monica
- 2014 - 2016 : Magpakailanman
- 2015 : Dangwa
- 2015 : The Rich Man's Daughter : Jade Tanchingco
- 2016 : Sinungaling mong puso : Clara
- 2016 : Tsuperhero : Espirikitik
- 2016 : Karelasyon : Donna
- 2017 : Full House Tonight!
- 2017 : My Love from the Star : Rachell Andrade
- 2017 - 2019 : Dear Uge : Faith / Bridget / Cindy
- 2018 : The One That Got Away : Zoe Velasquez
- 2019 : StarStruck
- 2019 : Love of My Life[9]
- 2020 : I Can See You : Abby
- 2020 : Love of My Life : Kelly Generoso
- 2022 : Happy ToGetHer : Joyful Hernandez
- 2022 : Artikulo 247 : Jane Ortega
- 2023 : Royal Blood : Margaret Royales-Castor
- 2024 : Encantadia Chronicles: Sang'gre : Kera Mitena
- 2024 : Pulang Araw : Filipina "Fina" dela Cruz

#### Téléfilms
- 2006 : The Score (téléfilm)

## Distinctions

### Récompenses
- 2016 : 42e Metro Manila Film Festival : « Célébrité féminine de la Nuit » (Female Celebrity of the Night) pour Saving Sally[10].
- 2018 : 7e PMAP (People Management Association of the Philippines) Makatao Awards for Media Excellence : « Meilleure présentatrice d'émission » (Best Lifestyle Show Host) avec Solenn Heussaff pour Taste Buddies (en) [11]
- 2018 : Comguild Media Awards : « Meilleure présentatrice d'émission » (Best Lifestyle Program Host) avec Solenn Heussaff pour Taste Buddies (en)[11]

### Nomination
- 2007 : 21e PMPC Star Awards for Television (en) : « Meilleure Personnalité féminine de la télévision » pour Captain Barbell[12].